# Mehmed II.
Mehmed II. Fatih (Dobyvatel; 30. března 1432 – 3. května 1481) byl turecký sultán z dynastie Osmanů. Poprvé se sultánem stal v roce 1444 po otcově abdikaci, definitivně po jeho smrti v letech 1451–1481.

## Dobyvatel
V době nástupu Mehmeda II. na trůn se osmanská říše rozkládala v západní části Malé Asie a na Balkánském poloostrově v oblasti dnešního Bulharska, Severní Makedonie a severního Řecka, obklopena řadou více či méně na ní závislých území.
Přímo v jejím středu se nacházely zbytky byzantské říše, v té době tvořené už jen hlavním městem, jeho okolím a několika územími v Řecku. V dubnu roku 1453 oblehlo vojsko Mehmeda II. o síle 150 000 mužů a 145 lodí Konstantinopol. Byzantský císař Konstantin XI. Dragases mohl na obranu města postavit pouze 12 000 mužů a 26 lodí. Obléhání trvalo necelé dva měsíce, 29. května 1453 bylo město dobyto a tři dny pleněno. Tím definitivně zanikla byzantská říše a Konstantinopol se stala centrem nové osmanské říše.
Poté se pozornost sultána obrátila na Balkánský poloostrov, kde upevňoval osmanskou moc postupným začleňováním do té doby jen závislých území do své říše. Připojil poslední byzantské území v Trabzonu (konec byzantské říše), rozšířil osmanský stát v Malé Asii i na Balkáně, kde menší státy učinil vazaly; jeho ochranu přijala dalmatská města (Dubrovník aj.).
Přestože byl jeho postup v Srbsku a Bosně zastaven roku 1456 spojenými vojsky mnicha Jana Kapistránského a uherského magnáta Jana Hunyadiho u Bělehradu, už v roce 1459 byla ze Srbska vytvořena osmanská provincie.
Svou moc Mehmed dále rozšiřoval i v jižním Řecku, kde byly mimo jiné dobyty Atény. V Malé Asii přičlenil ke své říši trapezuntské císařství a území Karamanovců. Roku 1475 ovládla osmanská říše i krymský chanát. Roku 1480 obléhal ostrov Rhodos, rhodským rytířům se však povedlo ubránit. Téhož roku dočasně dobyl také italské město Otranto.

## Vladař
Za vlády Mehmeda II. byla v základních rysech dokončena vnitřní organizace osmanské říše, správní i vojenská. Světské právo bylo zaznamenáno v Kanunnáme („Kniha zákonů“) zahrnující dynastické, administrativní i soudní praktiky.
V této době docházelo také k postupnému ovlivňování islámské, arabsko-perské kultury, kterou si Turci přinesli z Asie, místní byzantskou tradicí. Sám sultán tento proces podporoval, uvědomoval si, že po dobytí Konstantinopole je na něho nejen místním obyvatelstvem, ale i západní Evropou pohlíženo jako na dědice byzantských císařů. Přestože byl zbožný muslim, obdivoval mimo islámského také antické a italské umění. Podporoval hospodářství a vzdělanost, proslul jako básník (pseudonym Auní). Oceňoval řeckou klasickou literaturu, zval evropské malíře a podporoval kulturní styky s Evropou. Ve svém paláci měl rozsáhlou sbírku soudobého italského malířství. Na dvoře Mehmeda II. a jeho nástupců žila řada významných tureckých literátů té doby. Jeho oblíbenou zálibou bylo zahradnictví a rostliny v palácových zahradách dokonce sám sázel. Pokud jde o povahu, Mehmed byl prý zvídavý, inteligentní, ale také prchlivý a krutý.
Mehmed II. zemřel po několikaleté nemoci, během níž trpěl dnou a vodnatelností. Je pochován v Istanbulu poblíž džámi'e, kterou založil.

## Manželky, konkubíny a potomstvo
konkubíny:
- Emine Gülbahar Hatun
- Gülşah Hatun
- Sittişah Hatun
- Çiçek Hatun
- Hatice Hatun

potomstvo:
- sultán Bayezid II.
- sultán Cem
- şehzade Mustafa
- Gevherhan Sultan